# Thrasher
Thrasher — журнал о скейтбординге, основанный в январе 1981 года Эриком Свенсоном и Фаусто Вителло. Издание состоит в основном из статей, фотографий, интервью и обзоров скейт-парков.
Журнал также поддерживает сайт, который включает в себя сегменты с такими названиями, как «Firing Line» и «Hall of Meat», интернет-магазин, коллекцию видео, радиошоу и форум для зарегистрированных пользователей. Компания также владеет и управляет крытым скейтпарком Double Rock и скейтшопом в Сан-Франциско.

## История
Журнал Thrasher был основан в 1981 году Фаусто Вителло и Эриком Свенсоном, в первую очередь для продвижения Independent Truck Company, их компании по производству скейтбордических подвесок. Первым редактором журнала был Кевин Тэтчер. Мофо стал вторым сотрудником, присоединившись к Тэтчеру в середине 1981 года.
В 1993 году редактором журнала был назначен Джейк Фелпс. Вместе с ним он привнес в мир этику панк-скейтеров через свою фотожурналистику, изменив суть Thrasher и, в свою очередь, навсегда изменив субкультуру скейтбординга. В 1999 году журнал спонсировал игру для PlayStation под названием Thrasher Presents Skate and Destroy. Сын Вителло, Тони, стал владельцем журнала после того, как его отец умер от сердечного приступа в 2006 году, а Свенсон покончил жизнь самоубийством в 2011 году. 14 марта 2019 года умер многолетний редактор Джейк Фелпс.
В настоящее время главным редактором журнала является фотограф Майкл Бернетт.

## Скейтер года
Звание «Скейтер года» ежегодно присуждается журналом Thrasher. Традиция была заложена в 1990 году, и эта награда остается одной из самых уважаемых в мировой скейтбордической культуре. Это звание ежегодно присваивается одному скейтеру и объявляется редактором Thrasher. Крис Коул и Дэнни Вэй — единственные двукратные лауреаты.
| Год  | Победитель         |
| ---- | ------------------ |
| 1990 | Тони Хоук          |
| 1991 | Дэнни Вэй          |
| 1992 | Джон Кардиэл       |
| 1993 | Салман Агах        |
| 1994 | Майк Кэрролл       |
| 1995 | Крис Сенн          |
| 1996 | Эрик Костон        |
| 1997 | Боб Бернквист      |
| 1998 | Эндрю Рейнольдс    |
| 1999 | Брайан Андерсон    |
| 2000 | Джефф Роули        |
| 2001 | Арто Саари         |
| 2002 | Тони Трухильо      |
| 2003 | Марк Эпплъярд      |
| 2004 | Дэнни Вэй          |
| 2005 | Крис Коул          |
| 2006 | Дэвон Сонг         |
| 2007 | Марк Джонсон       |
| 2008 | Сайлас Бакстер-Нил |
| 2009 | Крис Коул          |
| 2010 | Лео Ромеро         |
| 2011 | Грант Тейлор       |
| 2012 | Давид Гонсалес     |
| 2013 | Ишод Ваир          |
| 2014 | Уэс Кремер         |
| 2015 | Энтони Ван Энгелен |
| 2016 | Кайл Уокер         |
| 2017 | Джейми Фой         |
| 2018 | Тайшон Джонс       |
| 2019 | Милтон Мартинес    |
| 2020 | Мейсон Сильва      |
| 2021 | Марк Сучу          |